# Aldobrandino III d'Este
Aldobrandino III d'Este (1335 - 1361) was vanaf 1352 tot aan zijn dood heer van Ferrara en Modena. Aldobrandino was een zoon van Obbizo III en zijn eerste vrouw Lippa Ariosti. Hij was een van de edelen die keizer Karel IV van het Heilige Roomse Rijk begeleidden op zijn tocht naar Rome, hierdoor verkreeg hij veel privileges. Aldobrandino stierf in 1361 en werd opgevolgd door zijn broer Niccolò.